# عالم صغير (رواية)
عالم صغير (بالإنجليزية: Small World: An Academic Romance)‏ هي رواية للكاتب البريطاني ديفيد لودج، نشرت عام 1984، عن دار نشر سيكر آند واربرغ.

## روابط خارجية
- عالم صغير على موقع الموسوعة البريطانية (الإنجليزية)